# Tirka
Tirka (vagy Terka, óasszír Terqa/Tirqa, újasszír Sirqu, arabul: ترقا, azaz Tarqā) Mezopotámiában, az Eufrátesz alsó szakaszának közepén, Mári és Tuttul között, az előbbihez közel fekvő ősi település. A mai Irak–Szíria határtól körülbelül 80 km-re a szíriai oldalon terül el. Az i. e. 3. évezredtől a mai napig lakott terület, ami megnehezíti feltárását. A 24 hektáros ősi városmag 18 méter magasságú tell alatt rejtőzik, amelyre részben rányúlik a mai Asara település lakóterülete.

## Régészete
Feltárása E. Herzfeld 1910-es ásatásaitól folyik, de nem folytonosan. 1923-tól François Thureau-Dangin és P. Dhorrne öt szezont ásatott, 1974 és 1986 között egy nemzetközi csoport 10 szezonban dolgozott a területen. Feltárták a városfalakat (6 méter magas és 18 méter széles), valamint egy 18 méter széles várárkot. Az árok és a falak 24 hektárnyi térséget ölelnek körbe. A falak három koncentrikus gyűrűt képeznek, a belső és i. e. 3000 körül épült, a középső száz évvel később, a külső még száz év múlva. A falakat egészen i. e. 2000-ig folytonosan használták és javították. A falakat a 40 km-re fekvő kőbányákból bányászott kőtömbökből építették.
A falon belül az i. e. 18. században épített Nintunugga istennő (vagy Ninkarrak, a jó egészség védnöke) templomát tárták fel, amelyben nyolc darab egyiptomi szkarabeuszt is találtak. Az oltár közelében elásott drágakövek kerültek elő. A dokumentumok alapján azonban a város főistene mégis inkább Dagan volt.
A templom melletti utca túloldalán, egy Puzurum nevű helybéli házában nagy levéltárat is találtak. A ház leégett, és nem építették újjá, így maradhatott meg Puzurum levelezése. A templom és Puzurum házának datálása i. e. 1750 és i. e. 1700 közé tehető, mivel Jadihabum uralkodása alattiak. A házban egy hettita pecsétet is találtak.
Az egyik legjelentősebb felfedezés azonban Puzurum konyhájában történt: indonéziai eredetű szegfűszeg került elő, ami a távol-keleti kereskedelem létét bizonyítja. Sőt, mivel Puzurum nem tartozott az előkelőség közé, hanem legfeljebb „középosztálybéli” ingatlanügynök volt, a keleti fűszer jelenléte annak széles körű elterjedtségét, viszonylagos olcsóságát jelenti.

## Története
A város első írásos említései Jaggid-Lim (Egid-Lim) idejéből származnak, akinek utódja, Jahdun-Lim már Tirkára is kiterjesztette fennhatóságát. Egyes vélemények szerint Ila-kabkabi amurrú törzsfő, I. Samsi-Adad asszír király apja is innen származott. Samsi-Adad Mári elfoglalásával párhuzamosan Tirka ura is lett, majd Zimrí-Lim következett. Az ő idejében Tirkát már külön kormányzó, Kibri-Dagan irányította.
Az Óbabiloni Birodalom idején bizonytalan státuszú, és a kasszita betörésig mindössze két olyan név ismert, akik talán uralkodók lehettek. Ennek ellenére Tirka valószínűleg a térségben létrejövő Hana királyság fővárosa volt, ezzel gyakorlatilag átvette a Hammurapi előtti Mári szerepét. A település legnagyobb és legszebb épületeit ebből a korból tárták fel. A tirkai kronológia első biztos pontja Szamszu-iluna Jadihabum ellen viselt hadjárata.
I. Kastilias kasszita király Máriból kiindulva rövid időre elfoglalta a várost. A kasszita Babilon (Karadúnias) korában ismét bizonytalan, hogy Tirka önálló volt-e, vagy csak kormányzók irányították.
Az i. e. 16. század eleje körül lépett színre Iddinkakka, aki – vélhetően új uralkodóház alapítójaként – függetlenedett. A függetlenséget az i. e. 15. század közepéig fenntartották, amikor Parsatatar, Mitanni királya foglalta el. Ehhez hozzájárult azonban egy belviszály is.
Mitanni bukásával eltűnik a forrásokból, valószínűleg a Hettita Birodalom örökölte a Tirka feletti fennhatóságot. A későbbiekben a karkemisi alkirályságból kialakuló Karkemis irányítása alá került, így Pijaszilisz és utódai uralkodtak felette. Az ekkortól emlegetett Asztata tartomány része lehetett. Az arameus vándorlás „sötét kora” itt is ismeretlen, majd az újasszír korban Asszíria birtoka. Az i. e. 9. századtól tartománykormányzói székhely, immár Szirku néven. Innen került elő II. Tukulti-Ninurta egy sztéléje.
A település biztosan lakott volt folyamatosan máig, amit az ókori név fennmaradása jelez.